# 圣阿加塔-德尔比安科
圣阿加塔-德尔比安科（義大利語：Sant'Agata del Bianco）是意大利雷焦卡拉布里亚省的一个市镇。总面积18平方公里，人口683人，人口密度37.9人/平方公里（2009年）。ISTAT代码为080079。